# 充气船

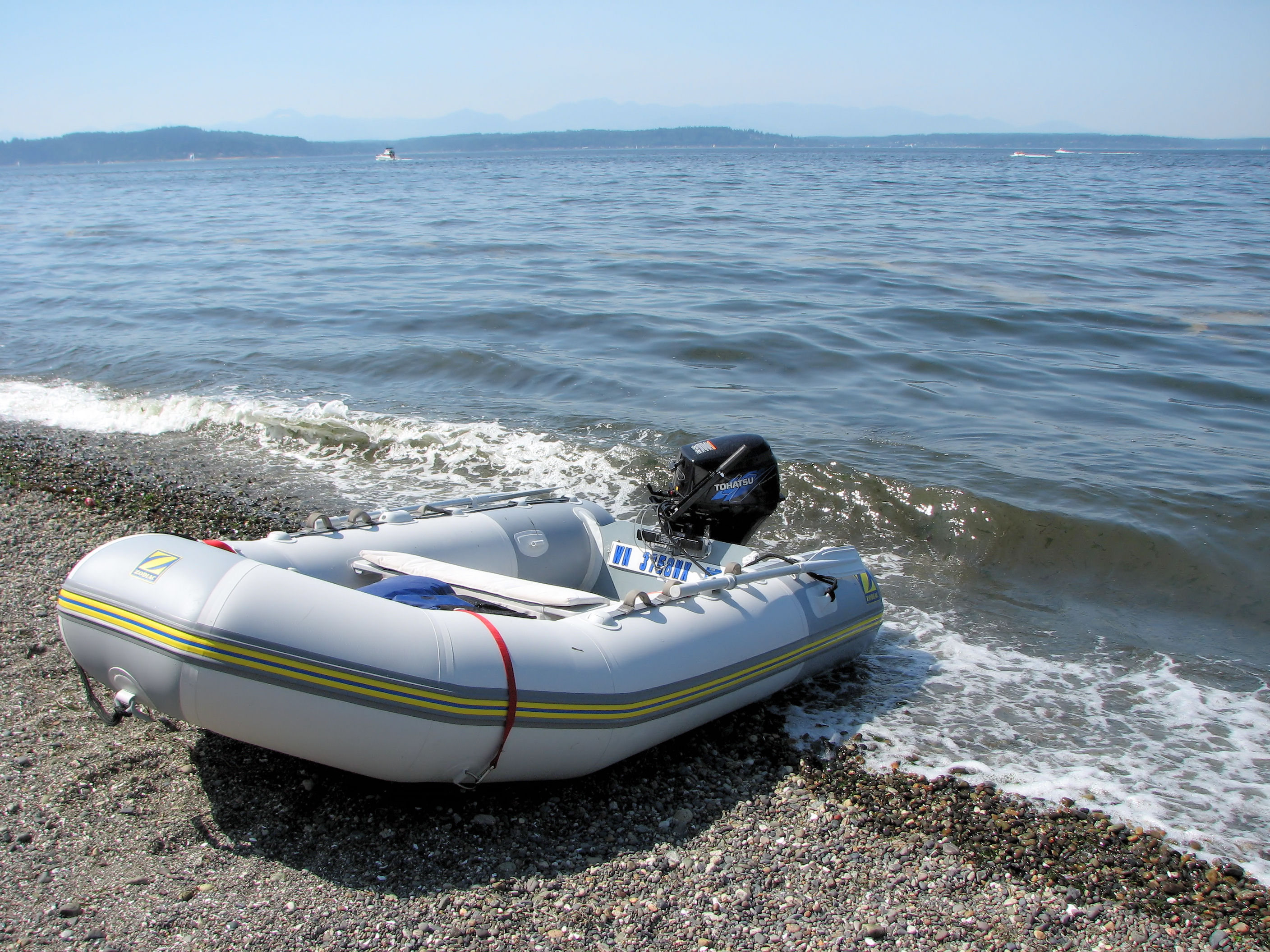
沙滩上的Zodiac船

充气船是一种充气的船，大多以橡皮為材質，因此又稱為橡皮艇。未充气可以压缩。靠马达或者人力驱动。可以用于娱乐比赛以及水上救援等用途，也深受各国海军陆战队所採用。